# Shirakiacris
Shirakiacris es un género de saltamontes perteneciente a la subfamilia Eyprepocnemidinae de la familia Acrididae, y está asignado a la tribu Eyprepocnemidini. Este género se distribuye en una pequeña zona del extremo sudoriente de Rusia, Corea, Japón, este y sudeste de China, y Vietnam.

## Especies
Las siguientes especies pertenecen al género Shirakiacris:
- Shirakiacris brachyptera Zheng, 1983
- Shirakiacris shirakii (Bolívar, 1914)
- Shirakiacris tenuistris Huang, 1988
- Shirakiacris yukweiensis (Chang, 1937)